# Shahrnush Parsipur
Shahrnush Parsipur (Teheran, 17 febbraio 1946) è una scrittrice iraniana.

## Biografia
Shahrnush Parsipur, nasce il 17 febbraio 1946 a Teheran. Nel 1967 viene assunta alla Radio-Televisione iraniana con funzioni di editor e produttore di programmi. Si laurea in sociologia nel 1973.
Nell'ottobre del 1974, in segno di protesta contro le atrocità commesse dal governo, si dimette e viene arrestata dalla Savak, la polizia segreta dello Scià, e detenuta per circa due mesi senza un'accusa formale.
Nel luglio del 1981, Shahrnush Parsipur viene nuovamente incarcerata insieme ad alcuni familiari; viene rilasciata dalla prigione della Repubblica islamica solo nel marzo del 1986, dopo 4 anni 7 mesi e 15 giorni di detenzione, anche questa volta senza alcuna accusa formale e registrata.
Nel 1976 esce il romanzo Sag va zemestan-e boland (Il cane e il lungo inverno), mentre l'anno seguente pubblica una raccolta di racconti intitolato Avizeh'ha-ye bolur (Orecchini di cristallo).
Sul finire degli anni Ottanta, i circoli letterari di Teheran guardavano a Shahrnush Parsipur con considerevole attenzione, a seguito della pubblicazione del suo nuovo romanzo Tuba e il senso della notte (Tuba va ma'na-ye shab, 1989).
Nell'estate del 1990, pubblica il romanzo Donne senza uomini (Zanan-e bedun-e mardan), terminato in realtà già negli anni Settanta; il primo capitolo era infatti apparso sul quinto numero di "Alefba" nel 1974. Sempre in quell'anno, l'autrice viene nuovamente condotta in carcere e trascorre sei mesi nella prigione speciale, dove viene processata insieme al suo editore e rilasciata solo dietro pagamento di una considerevole cauzione. Il governo iraniano mise al bando Donne senza uomini a metà degli anni Novanta e fece pressione sull'autrice affinché, in futuro, desistesse dallo scrivere simili romanzi. All'inizio del 1990 Shahrnush Parsipur termina, inoltre, il suo quarto romanzo, una storia di mille pagine su un Don Chisciotte al femminile, dal titolo Aql-e abi'rang (La ragione dipinta di blu), che non riuscì a pubblicare fino al 1992.
È invitata a tenere dei seminari negli Stati Uniti e in Germania, ma per le accuse ancora pendenti a suo carico è impossibilitata a lasciare l'Iran. Nel marzo del 1992, chiede alla Corte di essere arrestata e di rilevare la cauzione; rimane quindi in custodia per altre cinque settimane e poi rilasciata a maggio, grazie alla dichiarazione giurata di un amico. Tre anni dopo vola a Vienna e successivamente trascorre nove mesi negli Stati Uniti dove tiene dei corsi in alcune università. Per quattro mesi lavora come lettrice presso la Iowa's International Writers' e prosegue il suo tour in Canada, Inghilterra, Svezia, Germania, Danimarca e Francia, dove tiene conferenze in università e presso associazioni culturali.
Le accuse contro di lei decadono, senza alcuna spiegazione, al suo rientro in Iran nella primavera del 1993; anno in cui l'autrice riceve il Premio Lillian Hellman/Dashiell Hammett per il coraggio mostrato contro la repressione dei diritti umani. Tutti i suoi romanzi, eccetto uno, sono banditi dall'Iran. Shahrnush Parsipur vive attualmente in esilio negli Stati Uniti.
Dal 2006 conduce diversi programmi per Radio Zamaneh, che trasmette da Amsterdam.

## Opere
- Tuba e il senso della notte (Tuba va ma'na-ye shab, 1989)
- Donne senza uomini (Zanan-e bedun-e mardan, 1990)
- Tupak-e qermez (Pallina rossa, 1969)
- Tajrobeh'ha-ye azad (Offerte di prove, 1970).
- Sag va zemestan-e boland (Il cane e il lungo inverno, 1976)
- Avizeh'ha-ye bolur (Orecchini di cristallo, 1977)
- Aql-e abi'rang (La ragione dipinta di blu, 1992)